# Riu Alfeu
L'Alfeu (en grec: Aλφειός, Alfiós; anteriorment conegut també com a Ρουφιάς, Rufiàs) és el riu més important del Peloponès. Neix al sud-est d'Arcàdia, a la frontera amb Lacònia, i recorre la regió cap a l'oest, rebent les aigües de l'Helissont, el Ladó i l'Erimant, per entrar a la regió de l'Èlida i desembocar a la mar Jònica al sud de la vila de Pirgos.
A la mitologia grega, Alfeu era una divinitat fluvial fill d'Ocèan i Tetis. El Peneu i l'Alfeu eren els dos rius que Hèracles, en el seu cinquè treball, va desviar per netejar la brutor dels estables d'Augies, cosa que va fer en un sol dia, una tasca que s'havia suposat impossible. A l'Eneida, Virgili explica que l'Alfeu flueix sota la mar per ressorgir a Ortígia, a Sicília, cercant la nimfa Aretusa.
A la part més alta, l'Alfeu, com també fan molts altres rius d'Arcàdia, desapareix més d'una vegada sota la roca calcària, fluint un temps sota terra i reemergint més endavant. Pausànias diu que la font de l'Alfeu es trobaven a Files, a les fronteres d'Arcàdia i Lacònia, i que, després de rebre un petit rierol que naixia de moltes fonts, feia cap a Tègea, on s'enfonsava sota terra. Tornava a sorgir a uns 5 estadis d'Àsea, a prop de la font de l'Eurotes, on els dos rius es barrejaven i recorrien uns 20 estadis conjuntament, per tornar a enfonsar-se sota terra i reaparèixer: l'Eurotes a Lacònia i l'Alfeu vora Megalòpolis, a Arcàdia. Estrabó explica una història semblant. Aquesta gran confusió es deu al fet que l'altiplà arcadi entorn de Tègea i Mantinea no pertany a cap conca hidrogràfica concreta.